# ملعب الميمونة
ملعب الميمونة هو ملعب متعدد الأغراض في محافظة ميسان، العراق. يستخدم في الغالب لمباريات كرة القدم، وهو الملعب الرئيسي لنادي ميسان. تم افتتاحه في عام 2012، يتسع لـ 2000 متفرج.